# Club de lectura
Un club de lectura és un grup de persones que s'uneixen amb el fi de comentar un llibre llegit entre tots. En les reunions se sol comentar i debatre sobre el llibre que es llegeix i, en algunes ocasions, hi ha un descompte en la compra dels llibres. Avui dia hi ha dos tipus de clubs de lectura: de forma presencial o de forma remota.
La definició de club de lectura es pot desglossar en quatre termes:
- Trobada: fa referència a l'espai i a la dimensió pluripersonal de l'activitat.
- Periodicitat: fa referència a la temporalitat repetida en el retrobament.
- Lectors: fa referència a aquells que participen en l'activitat.

- Opinions: fa referència a la naturalesa del retrobament; l'acció que determina la construcció de la proposta.

## Història
Els clubs de lectura tenen els seus orígens en l'època clàssica on es feien lectures per a persones que no sabien llegir. El mateix passa a l'edat mitjana on, per exemple, es feien lectures públiques per als analfabets. Un dels clubs més coneguts era el de Madame Necker, on grups de lectors feien debats sobre les últimes novetats europees.
A partir del segle xix, es van iniciar els clubs de lectura de caràcter bíblic impulsats per Anne Hutchinson. També van tenir lloc les tertúlies literàries als cafès europeus: Le Procope (París) o el Florian (Venècia), passant pel Cafè Central de Viena, on es reunien els grans pensadors de l'època del fi de siècle. A inicis del segle xx, trobem les famoses tertúlies al Café Gijón i al Café Pombo de Madrid i al cafè Quatre Gats de Barcelona on es reunien els modernistes. També, en aquesta època, sorgeix el Grup de Bloomsbury, dirigit per Virgina Woolf.
Però, els clubs de lectura tal com els coneixem avui dia van ser un invent del programa nord-americà Great Books, de John Erskine, professor de la Universitat de Colúmbia, durant la dècada de 1920. L'objectiu era apropar els grans clàssics als estudiants a partir de la interacció textual entre alumnes i tutor, que era el dinamitzador. Great Books va anticipar les dinàmiques d'actuació. A la dècada de 1990 va ser quan va haver-hi un creixement exponencial dels clubs de lectura fins avui dia, que també els podem trobar en línia.

## Objectius
Els objectius principals d'un club de lectura són els següents:
- Potenciar l'acte de lectura en unificar la dimensió privada i íntima amb la dimensió pública que implica escoltar, discutir i comparar altres sensibilitats i punts de vista.
- Servir de suport i estímul per llegir obres i autors variats, representatius de diverses tendències artístiques i intel·lectuals, clàssiques i contemporànies.
- Compartir la lectura amb persones de diferents nivells educatius, diferents edats, diversos posicionaments estètics i vitals.
- Entendre l'obra literària en el context de la seva creació, és a dir, saber que opinen l'autor, l'editor, el crític literari, etc.

Aquests objectius es poden dividir entre generals i específics:
- Els generals expressen els propòsits i interaccions. Fan referència a la promoció d'activitats humanes: la lectura i la conversa; la paraula escrita i els discursos orals.
- Els específics concreten els generals i indiquen que és el que es vol aconseguir. Per exemple, entendre l'obra literària.

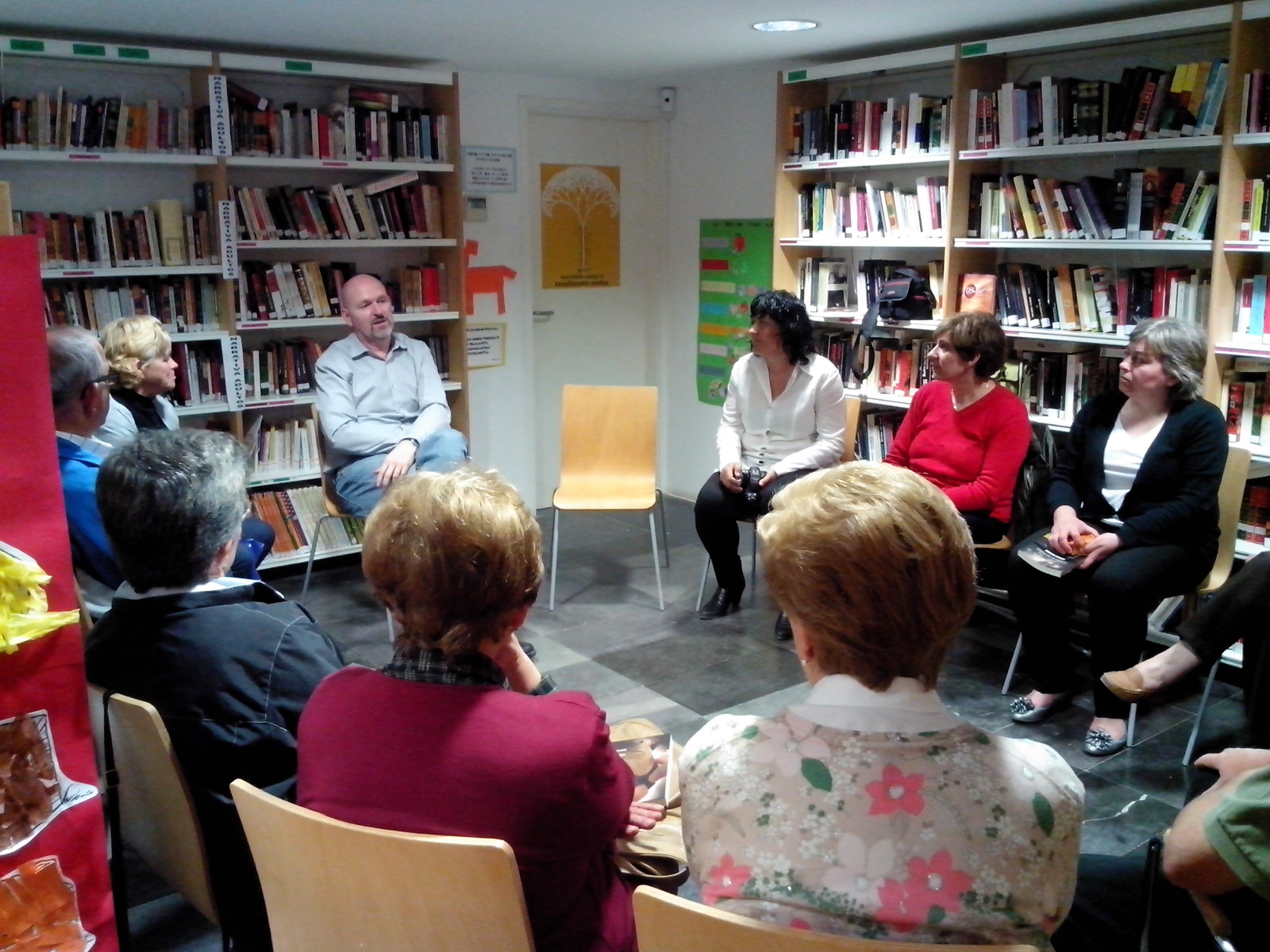
Club de lectura

## L'estructura d'un club de lectura

### Preparatius abans d'iniciar un club de lectura[4]
- Reunir un grup de persones (entre 5 i 25).
- Comentar els interessos literaris en comú.
- Definir amb quina freqüència es faran les reunions.
- Establir els temes de discussió.
- Fixar el lloc i l'hora de la reunió.
- Crear un calendari de reunions.
- Definir si es llegirà un llibre complet o capítols.
- Escollir una persona per moderar el club.

### Abans de la primera reunió[4]
- Assenyalar les parts que cridin l'atenció.
- Preparar preguntes per analitzar o activitats relacionades amb els llibres.
- Fer un directori amb tots els assistents.

### Durant la sessió[4]
- El moderador fa una introducció del llibre i de l'autor. El context històric i les dades bibliogràfiques són importants per la comprensió del text.
- Els assistents donen els seus punts de vista i defineixen el tema que s'ha de tractar.
- Els assistents llegeixen en veu alta els fragments que els han cridat l'atenció.
- Quan comença el debat, el moderador ha d'estar atent a la discussió perquè mai es torni agressiva. També s'encarrega de finalitzar la sessió, que mai ha de superar les dues hores.
- En finalitzar la reunió, els assistents fan una conclusió sobre el llibre o el tema tractat.
- També, per complementar l'activitat, es poden fer trobades amb l'escriptor, visites a llocs relacionats amb el llibre o convidar a experts amb el tema, entre d'altres.

## La figura del moderador
És la persona que dirigeix el guió no escrit que imposa el llibre i que es materialitza amb les opinions i rèpliques que succeeixen entre els lectors. El moderador intervindrà, donarà opinió, dirigirà la sessió i establirà una xarxa hipertextual de lectures que posin en contacte altres llibres amb el que es comenta.
Les funcions principals són:
- Presentar la lectura comentada.
- Animar la conversa sobre l'obra amb elements de debat.
- Ressaltar els aspectes formals de l'obra comentada o emfatitzar els punts fallits.
- Elaborar una xarxa de connexions que remeti a altres lectures.
- Promoure l'exercici lector amb l'experiència vital dels lectors, buscant punts de connexió entre ambdós.
- Animar a la participació i al diàleg al voltant de l'obra comentada.
- Oferir un debat que satisfaci les diferents expectatives dels lectors.
- Crear llaços de complicitat entre els presents.

## Tipus de clubs de lectura

### Clubs de lectura oberts
No hi ha filtres de gènere, ni temàtics, ni específics. És el club de lectura per antonomàsia, la reunió regular d'un grup. Pot anar des de novel·les d'aventures fins a poesia.

### Club de lectura temàtica
Es proposen lectures determinades per una temàtica, un gènere o un espai i un temps molt concret.
- Segons la temporalitat, espai i transversalitat: clàssics, novel·la local, literatura asiàtica, literatura i cine, salut i literatura, ciència i literatura…
- Segons el gènere i la temàtica: novel·la negra, poesia, teatre, biografia, filosofia, novel·la juvenil, còmic…

- Segons aspectes lingüístics: clubs de llengua estrangera, lectura fàcil...[2]

### Clubs de lectura deslocalitzats[2]
Les biblioteques públiques organitzen i col·laboren sense ser elles receptores físiques de les sessions, ja sigui perquè les acull una entitat amb la qual ha establert una col·laboració amb les biblioteques o perquè es fa en modalitat en línia.
- Clubs de lectura virtuals.
- Centres geriàtrics, centres de menors, presons, etc.

## Clubs de lectura en línia[2]
Aquest tipus de club de lectura prescindeix de la presència física dels seus participants. El funcionament és el mateix que el físic, però tenen algunes característiques diferents:
- Tant el moderador com els participants, deixen de percebre el llenguatge gestual de la comunicació no verbal.
- No hi ha simultaneïtat expressiva.
- Pèrdua dels espais físics.

Algunes de les plataformes amb clubs de lectura en línia són: Goodreads, blogs, Yahoo, per correu, etc.